# 荀美人
荀美人（？—472年），中国南北朝南朝宋文帝刘义隆的妃嫔，被封为美人。
荀美人在南朝宋元嘉二十五年（448年）生刘义隆第十八子刘休范，泰豫元年（472年），荀太妃去世，江州刺史刘休范直接让她葬于庐山，以示其不还之志。元徽二年（474年），刘休范起兵反对朝廷，兵败被杀。